# Ostrowiec Świętokrzyski
Ostrowiec Świętokrzyski (uitspraakⓘ) is een stad in de Poolse woiwodschap Heilig Kruis, gelegen in de powiat Ostrowiecki. De oppervlakte bedraagt 46,41 km², het inwonertal 74.498 (2005).

## Verkeer en vervoer
- Station Ostrowiec Świętokrzyski

## Sport
- KSZO Ostrowiec Swietokrzyski

## Geboren
- Andrzej Kobylański (31 juli 1970), voetballer
- Kamil Kosowski (30 augustus 1977), voetballer
- Mariusz Jop (3 augustus 1978), voetballer

## Galerij

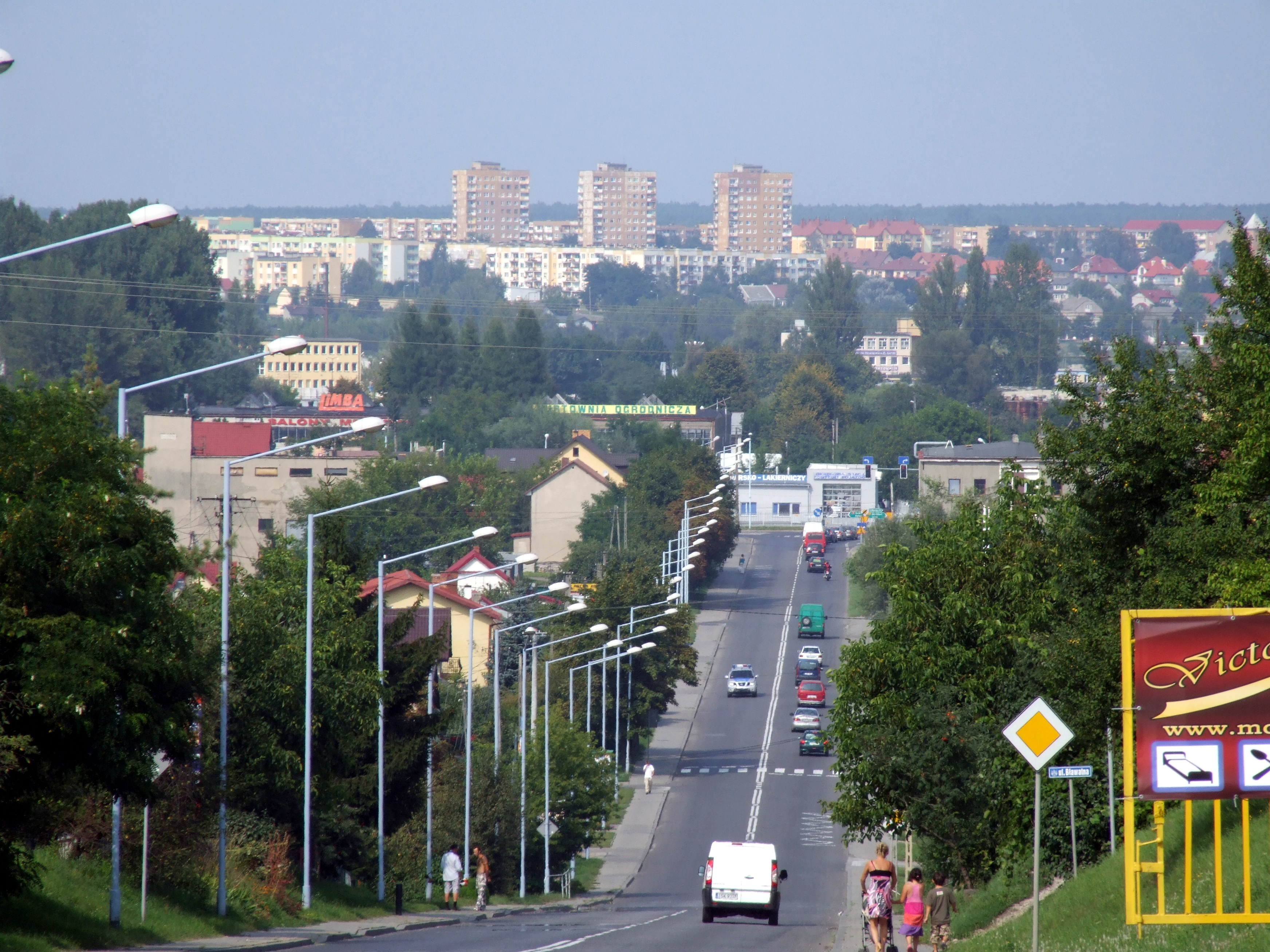
Panorama
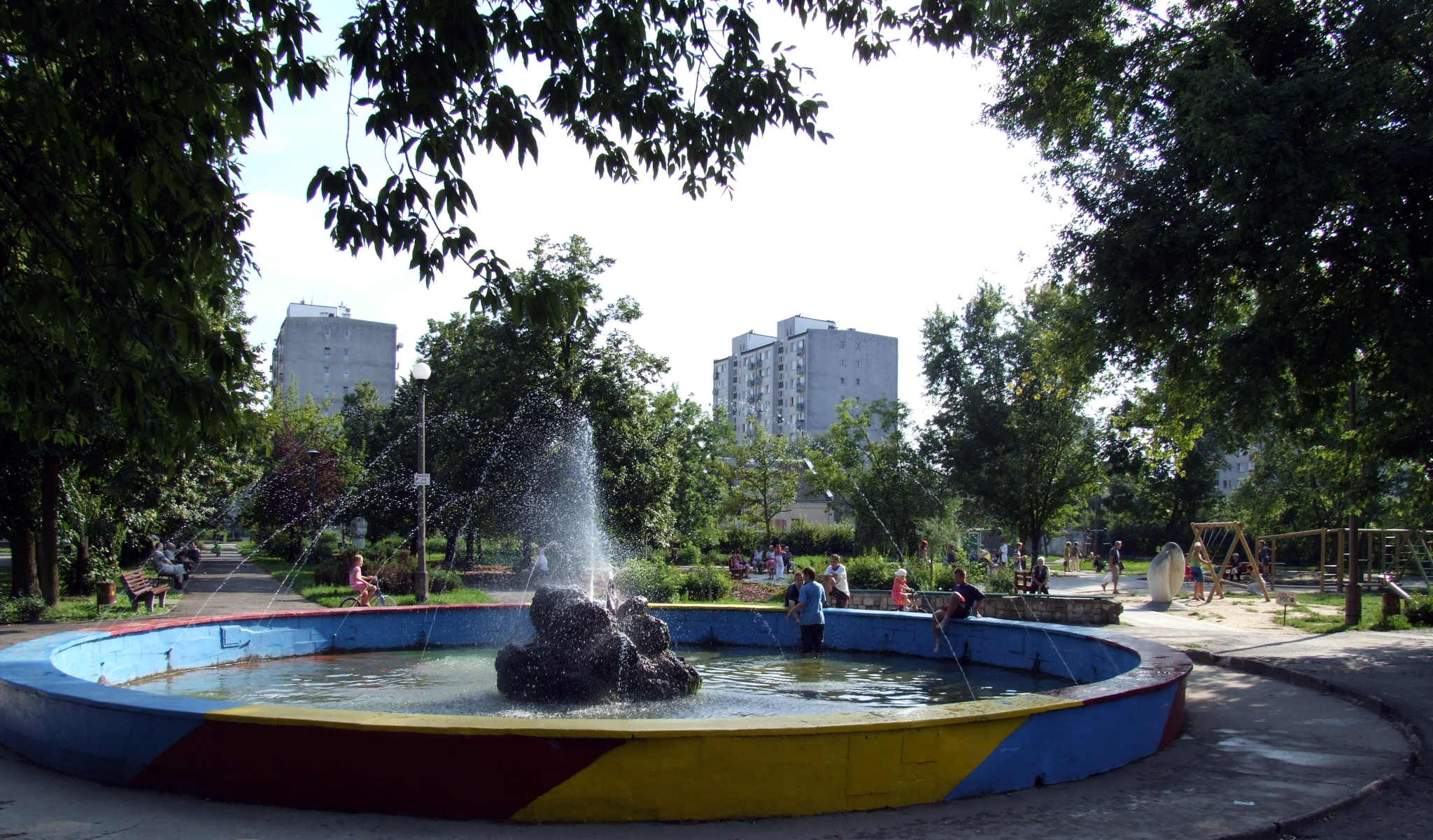
Woonpark
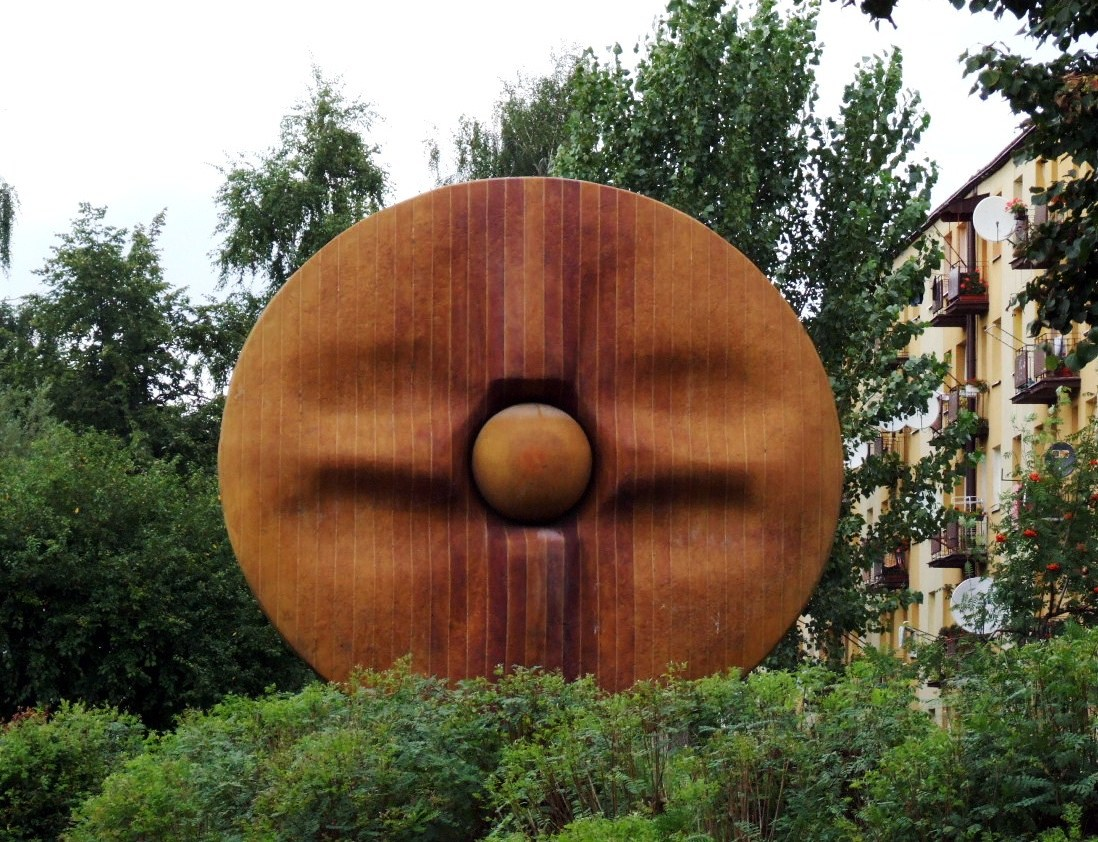
Huisvesting Słoneczne
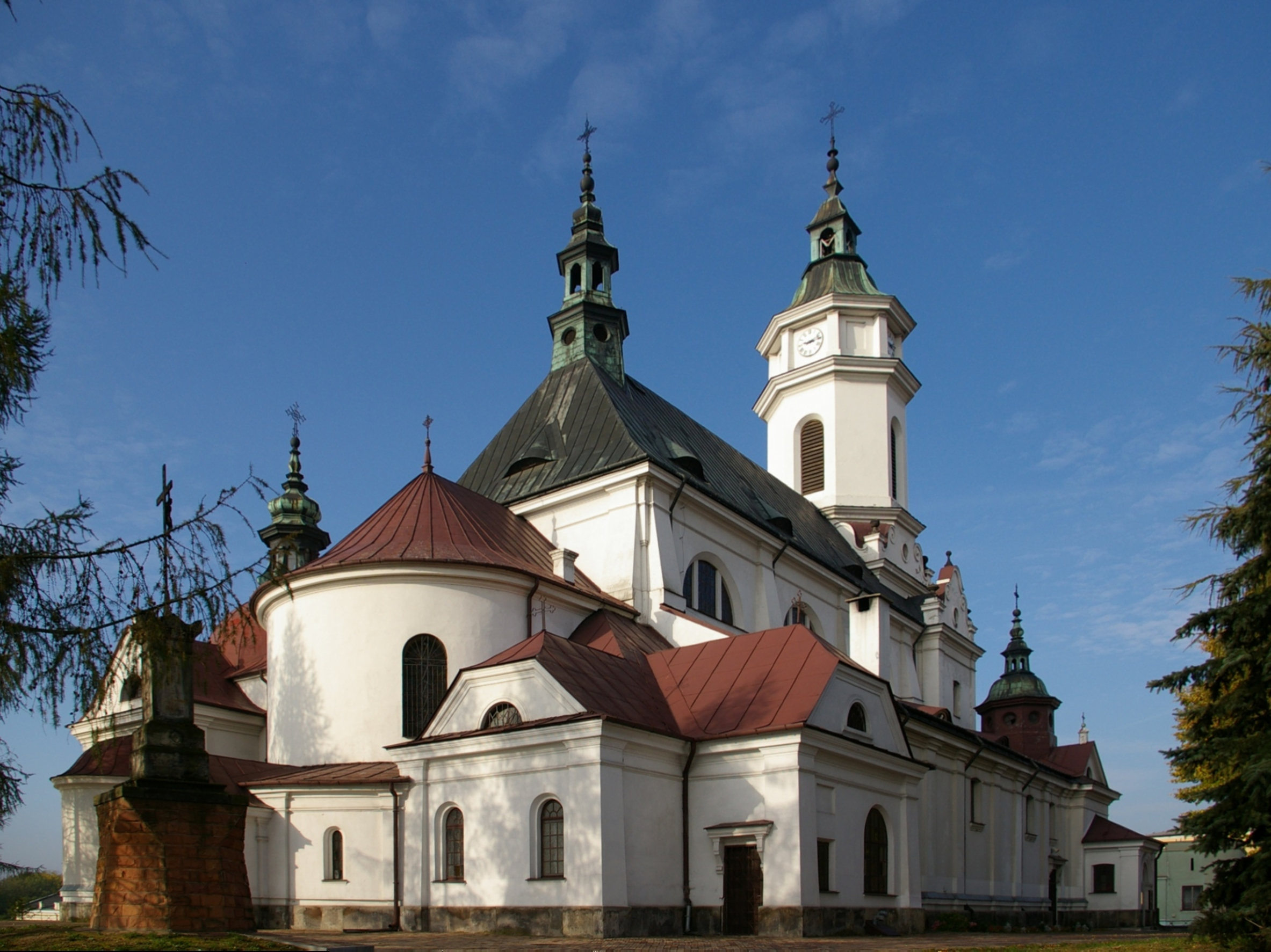
Kerk
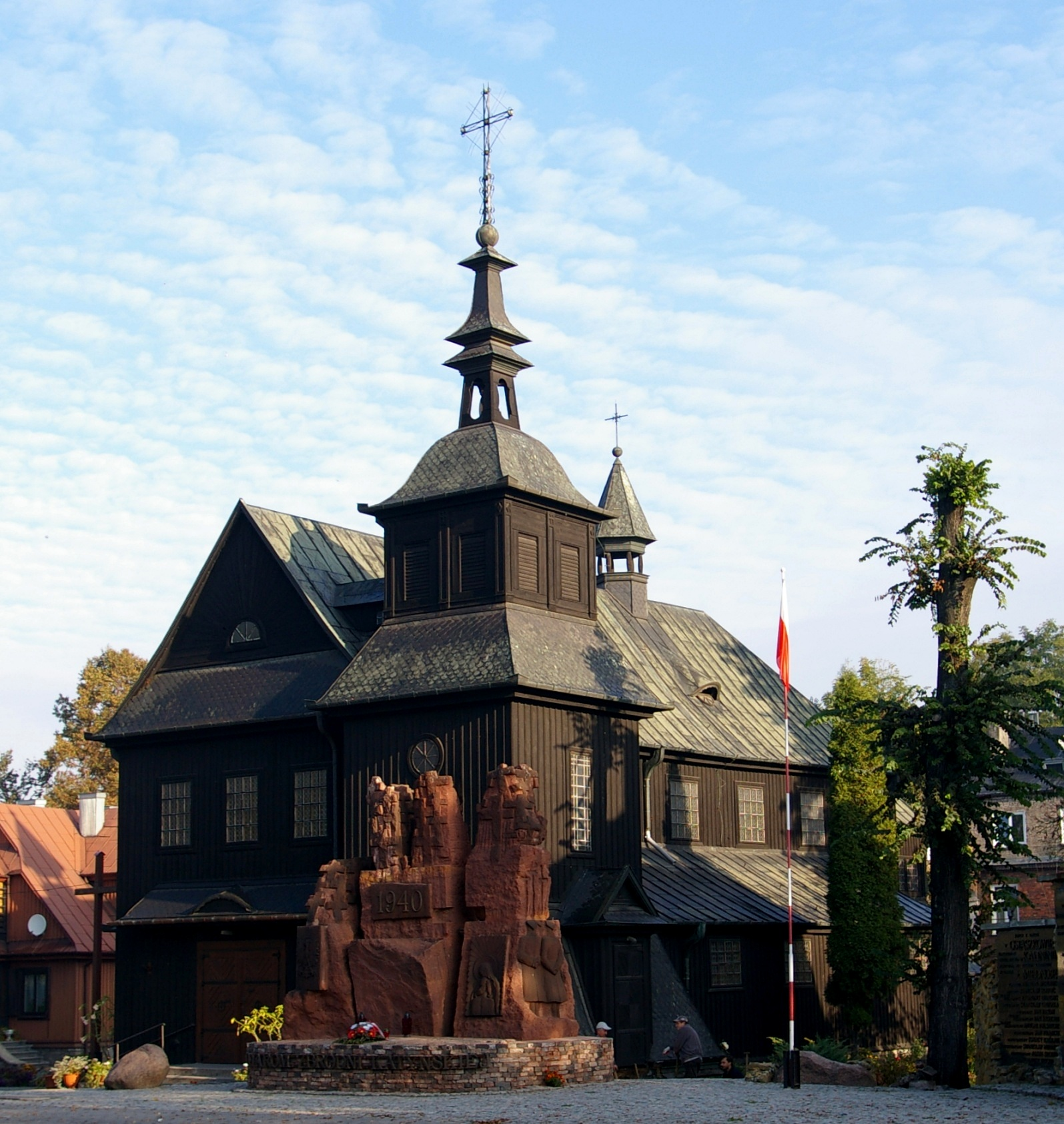
Kerk
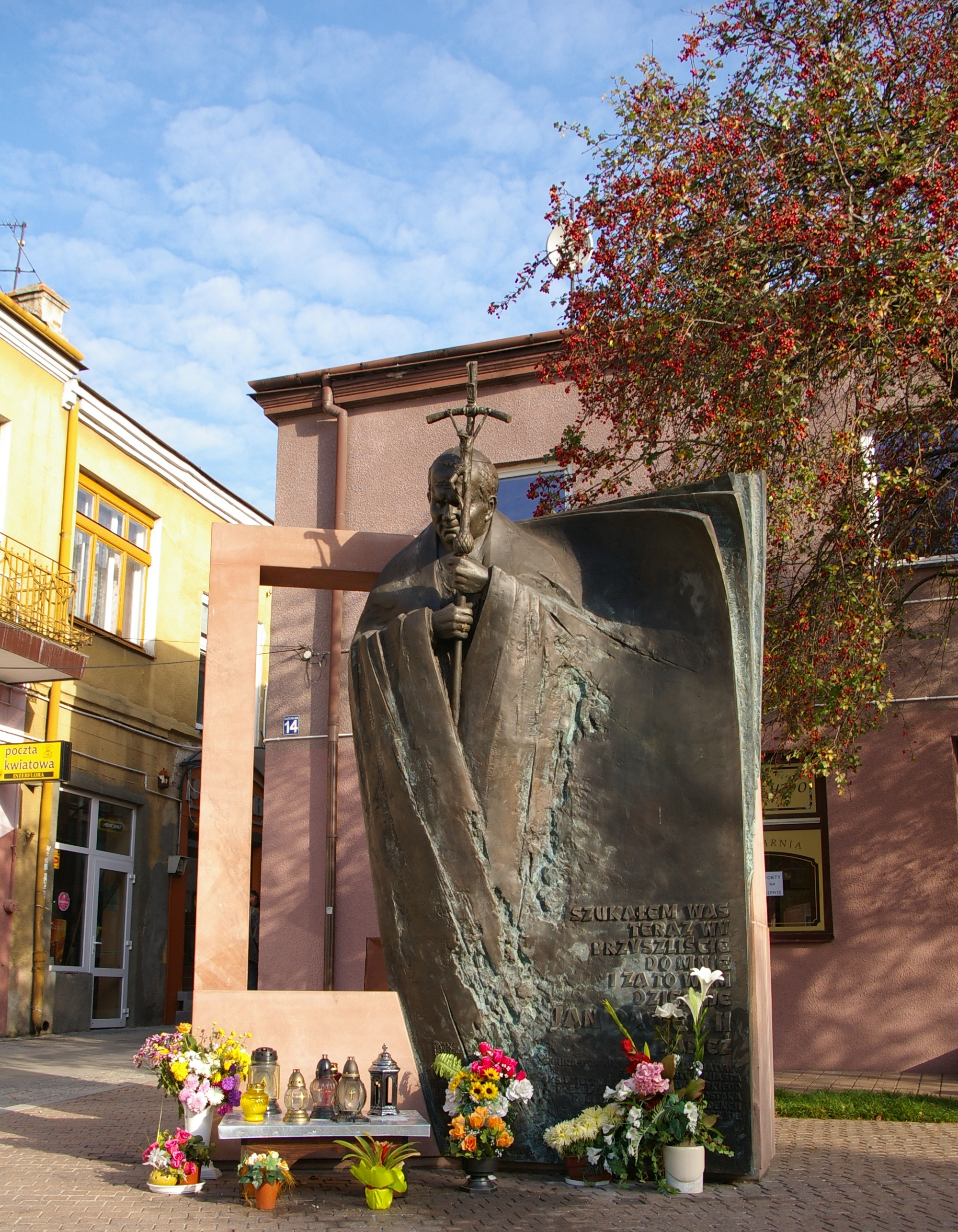
Standbeeld voor Johannes Paulus II in Ostrowiec
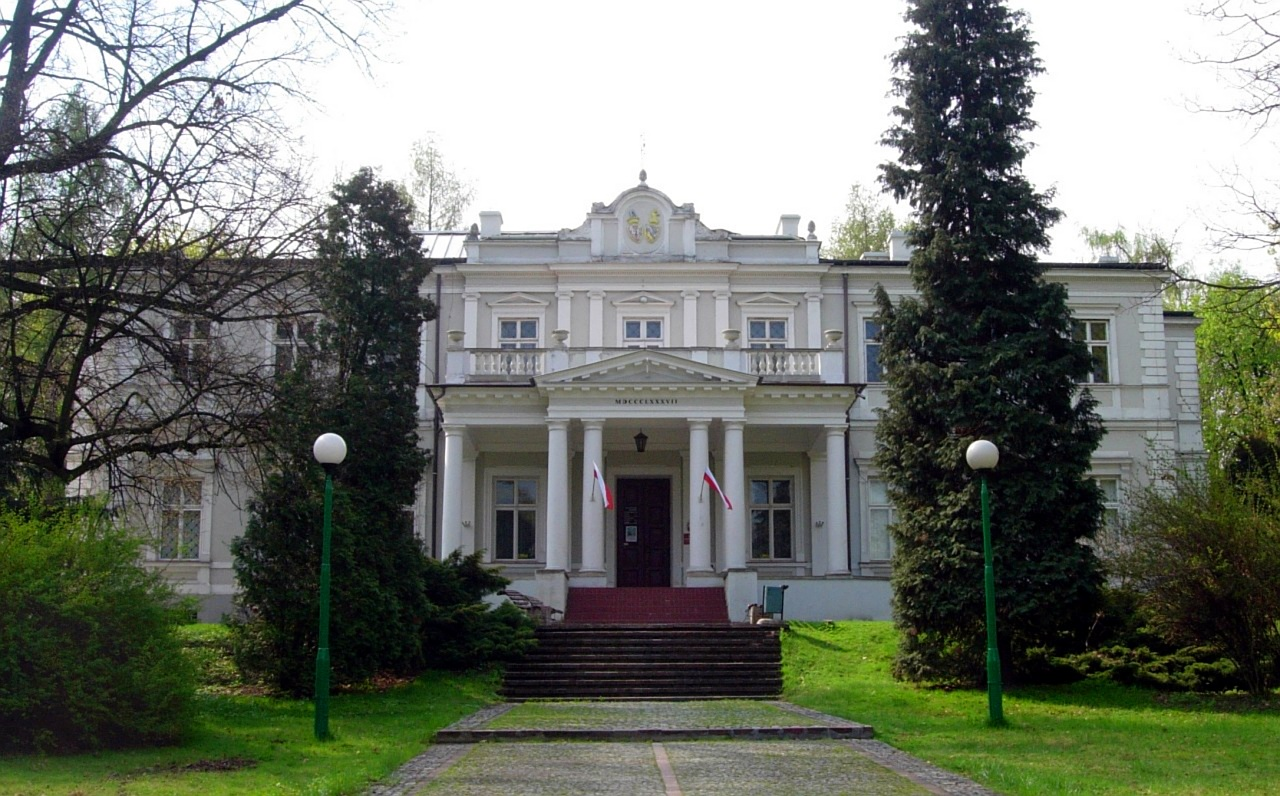
Museum
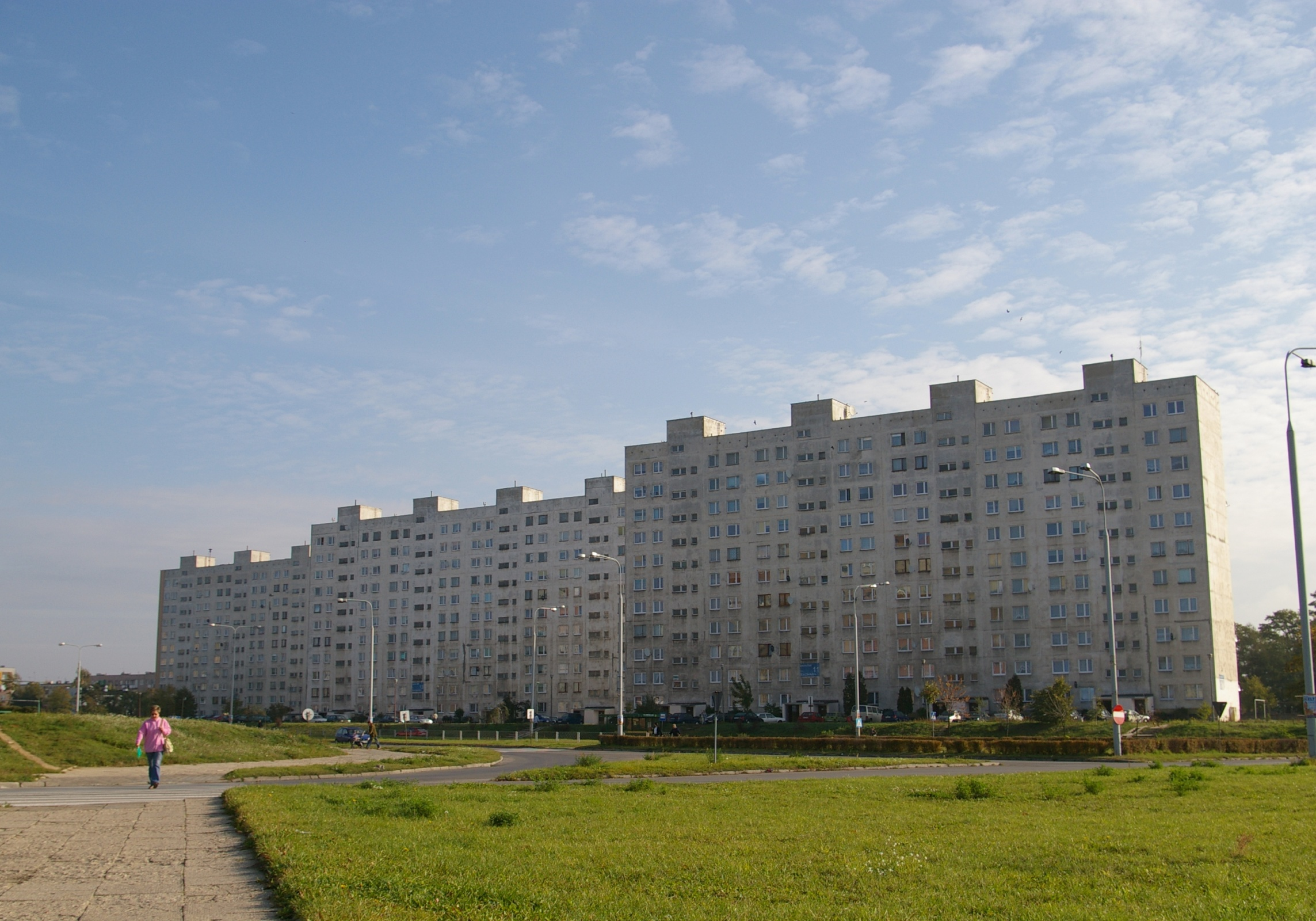
Huisvesting Złotej Jesieni
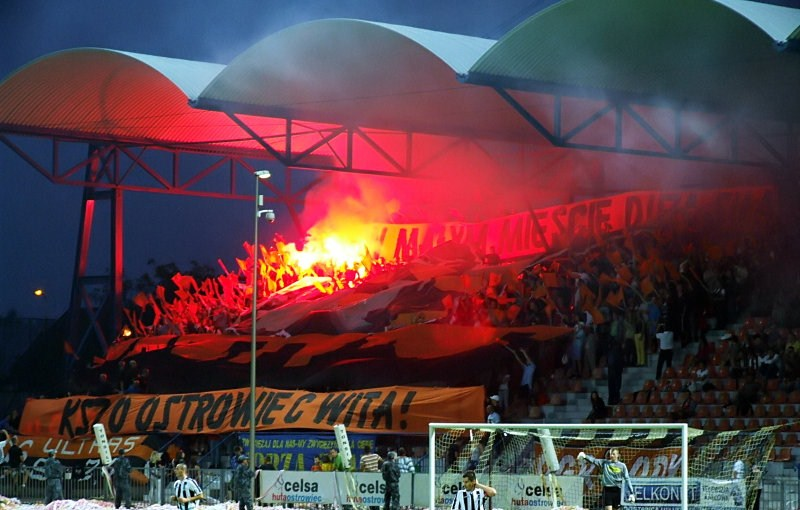
Tifo bij KSZO Ostrowiec Świętokrzyski

Stadsdistrict:
Kielce

Districten:
Busko-Zdrój · Jędrzejów · Kazimierza · Kielce · Końskie · Opatów · Ostrowiec · Pińczów · Sandomierz · Skarżysko · Starachowice · Staszów · Włoszczowa

Grootste steden:
Kielce · Końskie · Ostrowiec Świętokrzyski · Sandomierz · Skarżysko-Kamienna · Starachowice